# Брук Соломон Соломонович
Брук Соломон Соломонович (1896 — лют. 1938) — чекіст. Народився в м. Рудня (нині місто Смоленської обл., РФ) в сім'ї орендаря. До 1917 — прикажчик. Член РКП(б) з 1920. Допитував В.Міяковського та інших діячів української культури. Взяв активну участь у підготовці процесу по справі «Спілки визволення України» 1929—1930. Працював у Вінницькому обласному управлінні ДПУ УСРР. 
З 1934 начальник секретно-політичного відділу ДПУ УСРР Б.Козельський висунув Б. на посаду начальника відділення Секретно-політичного відділу ДПУ УСРР. Помічник начальника 4-го (секретно-політичного) відділу Управління державної безпеки НКВС УСРР. Капітан державної безпеки (січень 1936). Ув'язнений 11 липня 1937. Переведений до Бутирок (Москва), де й страчений.